# Wierzbiec (Prudnik)
Wierzbiec  (deutsch Wackenau, 1945–1947 Florianów) ist ein Ort in der Gmina Prudnik im Powiat Prudnicki in der polnischen Woiwodschaft Oppeln.

## Geographie

### Geographische Lage
Das Straßendorf Wierzbiec liegt im Süden der historischen Region Oberschlesien. Der Ort liegt etwa acht Kilometer westlich des Gemeindesitzes und der Kreisstadt Prudnik und etwa 58 Kilometer südwestlich der Woiwodschaftshauptstadt Opole.
Wierzbiec liegt in der Nizina Śląska (Schlesische Tiefebene) innerhalb der Płaskowyż Głubczycki (Leobschützer Lößhügelland). Der Ort liegt an der Prudnik, einem linken Nebenfluss der Osobłoga (Hotzenplotz). Durch den Ort führt die Landesstraße Droga krajowa 40.

### Nachbarorte
Nachbarorte von Wierzbiec sind im Nordwesten Nowy Las (Neuwalde), im Norden Szybowice (Schnellewalde), im Südosten Łąka Prudnicka (Gräflich Wiese), im Süden Moszczanka (Langenbrück) sowie im Westen Charbielin (Ludwigsdorf).

## Geschichte

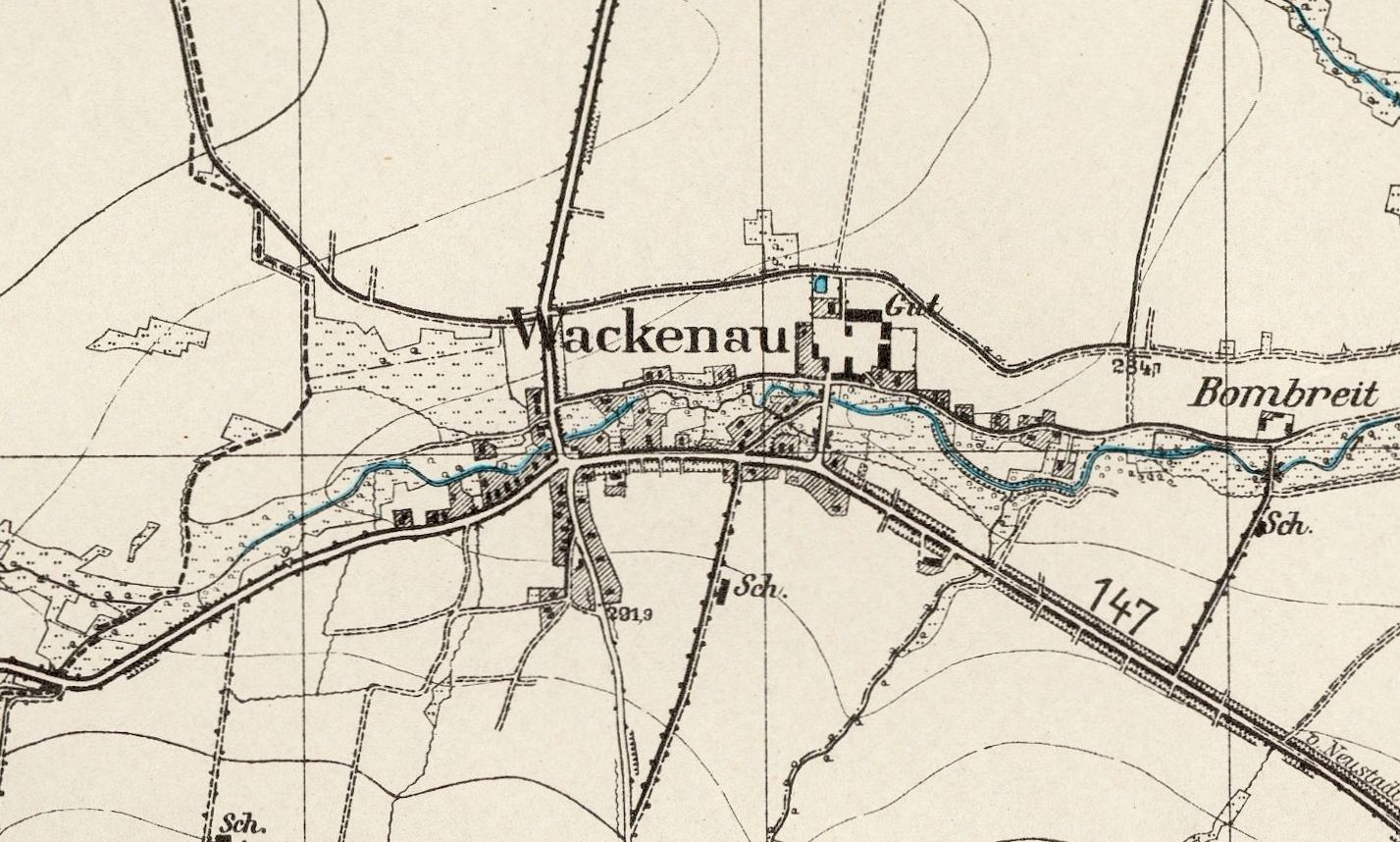
Plan von Wackenau (1930)

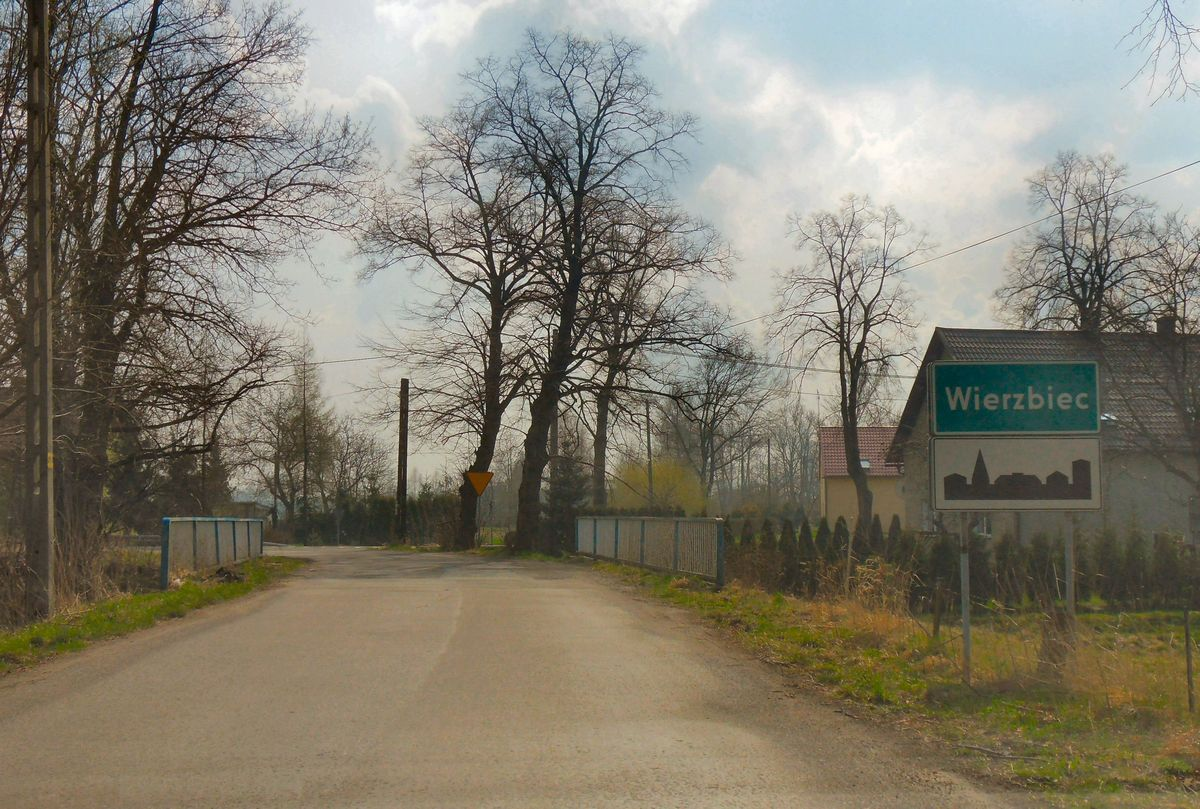
Dorfansicht

Das Dorf wurde erstmals 1670 erwähnt und gehörte damals zur Familie Mettich.
Nach dem Ersten Schlesischen Krieg 1742 gelangte Wackenau mit dem größten Teil Schlesiens an Preußen.
Nach der Neuorganisation der Provinz Schlesien gehörte die Landgemeinde Wackenau ab 1816 zum Landkreis Neustadt O.S. im Regierungsbezirk Oppeln. 1845 bestanden im Dorf ein Vorwerk, ein Wirtshaus sowie weitere 72 Häuser. Im gleichen Jahr lebten in Wackenau 500 Menschen, davon 17 evangelisch. 1855 lebten 512 Menschen in Wackenau. 1865 hatte der Ort elf Bauern- und 56 Häuslerstellen. Eingeschult und eingepfarrt waren die Bewohner nach Schnellewalde. 1874 wurde der Amtsbezirk Schnellewalde gegründet, welcher aus den Landgemeinden Schnellewalde und Wackenau und dem Gutsbezirk Wackenau bestand. 1876 wurde nördlich des Ortes die Bahnstrecke zwischen Neustadt und Neisse eröffnet. Hierdurch erhielt Wackenau einen Anschluss an das Bahnnetz der Oberschlesischen Eisenbahn. 1885 zählte Wackenau 348 Einwohner.
Bei der Volksabstimmung in Oberschlesien am 20. März 1921 lag Schnellewalde außerhalb des Abstimmungsgebietes. 1933 lebten im Ort 400 Menschen. 1939 hatte der Ort 373 Einwohner. Bis 1945 befand sich der Ort im Landkreis Neustadt O.S.
Mitte März floh die Bevölkerung vor der anrückenden Roten Armee. Mitte März wurde Ort dann durch sowjetische Soldaten eingenommen. Durch Brandschatzungen wurden zahlreiche Häuser im Ort zerstört. Der Ort kam nach dem Ende des Krieges unter polnische Verwaltung, wurde zunächst in Florianów umbenannt und der Woiwodschaft Schlesien angeschlossen. Im Juni 1945 wurden Polen aus dem Osten hier angesiedelt. 1947 wurde der Ortsname in Wierzbiec geändert. 1950 kam der Ort zur Woiwodschaft Oppeln. Seit 1999 gehört der Ort zum Powiat Prudnicki.

## Sehenswürdigkeiten
- Schlosspark aus dem 19. Jahrhundert – seit 1989 unter Denkmalschutz[8]

## Vereine
- Freiwillige Feuerwehr OSP Wierzbiec